# فلوريان جالينبيرجر
فلوريان جالينبيرجر (بالإنجليزية: Florian Gallenberger) (و. 1972  م) هو مخرج أفلام، وكاتب سيناريو ألماني، ولد في ميونخ.

## التعليم
تعلم في جامعة التلفاز والأفلام في ميونخ ‏ (منذ 1992).

## جوائز وترشيحات
حصل على جوائز منها:
- جائزة الأوسكار لأفضل فيلم حي قصير، عن عمل: Quiero ser (I want to be...) [الإنجليزية]‏.

ترشح لـ:
- جائزة الأوسكار لأفضل فيلم حي قصير، عن عمل: Quiero ser (I want to be...) [الإنجليزية]‏.

## وصلات خارجية
- فلوريان جالينبيرجير على موقع IMDb (الإنجليزية)
- فلوريان جالينبيرجير على موقع مونزينجر (الألمانية)
- فلوريان جالينبيرجير على موقع قاعدة بيانات الأفلام العربية
- فلوريان جالينبيرجير على موقع ألو سيني (الفرنسية)
- فلوريان جالينبيرجير على موقع أول موفي (الإنجليزية)
- فلوريان جالينبيرجير على موقع قاعدة بيانات الأفلام السويدية (السويدية)
- فلوريان جالينبيرجير على موقع قاعدة بيانات الفيلم (الإنجليزية)
- فلوريان جالينبيرجير على موقع كينوبويسك (الروسية)